# 遺伝資源
遺伝資源（いでんしげん、英語: germplasm）とは、現在あるいは潜在的に利用価値のある遺伝素材である。ここでいう遺伝素材とは遺伝の機能的な単位を持つ生物その他に由来するものである。

## 概要
生物は全て遺伝子を持っている。
農作物や家畜の育種、医薬品開発、バイオテクノロジーの素材や材料として考えた場合、
全ての生物は、役に立つ可能性がある。また生態系の維持には様々な生物種が必要であることは明らかである。生物、および生物を生物たらしめている遺伝子は、これらの観点から重要であり、一度失われると二度と完全には復元できない。これは野生生物に限らず、農作物や家畜等の品種や系統も重要な遺伝資源である。

遺伝資源としては遺伝的多様性と生物多様性が重要である。
これら資源を保全保護するために日本ではジーンバンク等の機関があるが、
遺伝子プールの豊かさを考慮すると生息地ごとの保全が理想的である。